# Museo de la Naturaleza y la Arqueología
El Museo de la Naturaleza y la Arqueología, (MUNA) inaugurado a mediados de la década de los noventa, es un proyecto expositivo que pertenece al Organismo Autónomo de Museos y Centros del Cabildo de Tenerife, cuya sede está situada en el inmueble neoclásico que fuera el Antiguo Hospital Civil de la ciudad de Santa Cruz de Tenerife (Tenerife, Islas Canarias, España). Integra el Museo Arqueológico de Tenerife, el Instituto Canario de Bioantropología y el Museo de Ciencias Naturales de Tenerife. El Museo está en el centro de la ciudad, situado en el antiguo Hospital Civil, un edificio que constituye una muestra de la arquitectura neoclásica de Canarias, el cual fue declarado Bien de Interés Cultural con la categoría de Monumento en 1983.

## Historia
Este museo posee la mayor colección existente sobre la cultura guanche y además cuenta con uno de los sistemas de conservación y exhibición de restos humanos momificados más exigentes del mundo, según anunció en 2006 el Cabildo de Tenerife a través de un comunicado. Asimismo, es un museo de fama internacional, pues ha participado en reuniones internacionales sobre arqueología, aunque su fama se debe sobre todo a su formidable colección de momias guanches y por la gran calidad de conservación de las mismas. Por este motivo, el Museo de la Naturaleza y la Arqueología es un referente a nivel mundial en lo que se refiere a conservación de momias. Además, está considerado como el complejo museístico más importante de la Macaronesia.
El Museo de la Naturaleza y la Arqueología está formado por tres grandes organismos científicos: el Museo Arqueológico de Tenerife, el Instituto Canario de Bioantropología y el Museo de Ciencias Naturales de Tenerife.

### Museo Arqueológico de Tenerife

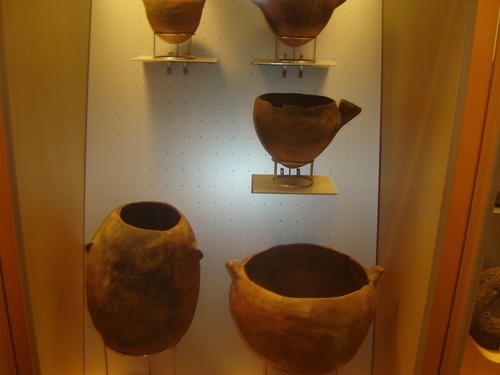
Vasijas guanches en las vitrinas del museo.

Fundado en 1958 con fondos procedentes la sección de Arqueología y Antropología del Museo Municipal de Santa Cruz de Tenerife (hoy dedicado a las Bellas Artes), de la Comisaría Provincial de Excavaciones Arqueológicas, del Gabinete Científico de Santa Cruz de Tenerife y de las adquisiciones de pequeñas colecciones como las del antiguo Museo Villa Benítez, Vallabriga, Casa Ossuna y aportaciones de particulares. Fue en 1994 cuando el Museo pasa a su actual sede en el edificio del antiguo Hospital Civil de la ciudad.
Su primer director y comisario provincial fue Luis Diego Cuscoy, quien en una única colección integró todos los materiales arqueológicos y restos humanos de la prehistoria de Tenerife. Durante la década de los sesenta se incrementan los fondos con materiales de otros ámbitos geográficos (Sáhara, Etnografía Áfricana y Arqueología Precolombina Americana. Esta última sección posee una rica muestra de culturas precolombinas como: Aztecas, Mayas, Olmecas, Toltecas, etc). Destacan, sobre todo, la colección de momias guanches y el mundo funerario aborigen (Sala del Mundo Funerario). Actualmente, el Museo reúne restos arqueológicos de la prehistoria tanto de Tenerife como del resto del Archipiélago Canario. El recorrido por la primera planta concluye con un espacio dedicado a los grabados rupestres en Canarias, en el que se han instalado un par de ordenadores para poder realizar consultas sobre los yacimientos existentes. En el Museo también se encuentran algunos ídolos guanches.
Durante los años ochenta, se produce una profunda remodelación: se incrementa el personal científico y aumentan los fondos arqueológicos de Tenerife con las colecciones de Mazuelas, Massanet, Santiago Melián, Santiago de la Rosa y Hermógenes Afonso (Hupalupa). Su actual director es Conrado Rodríguez Martín.

#### Colección de restos momificados

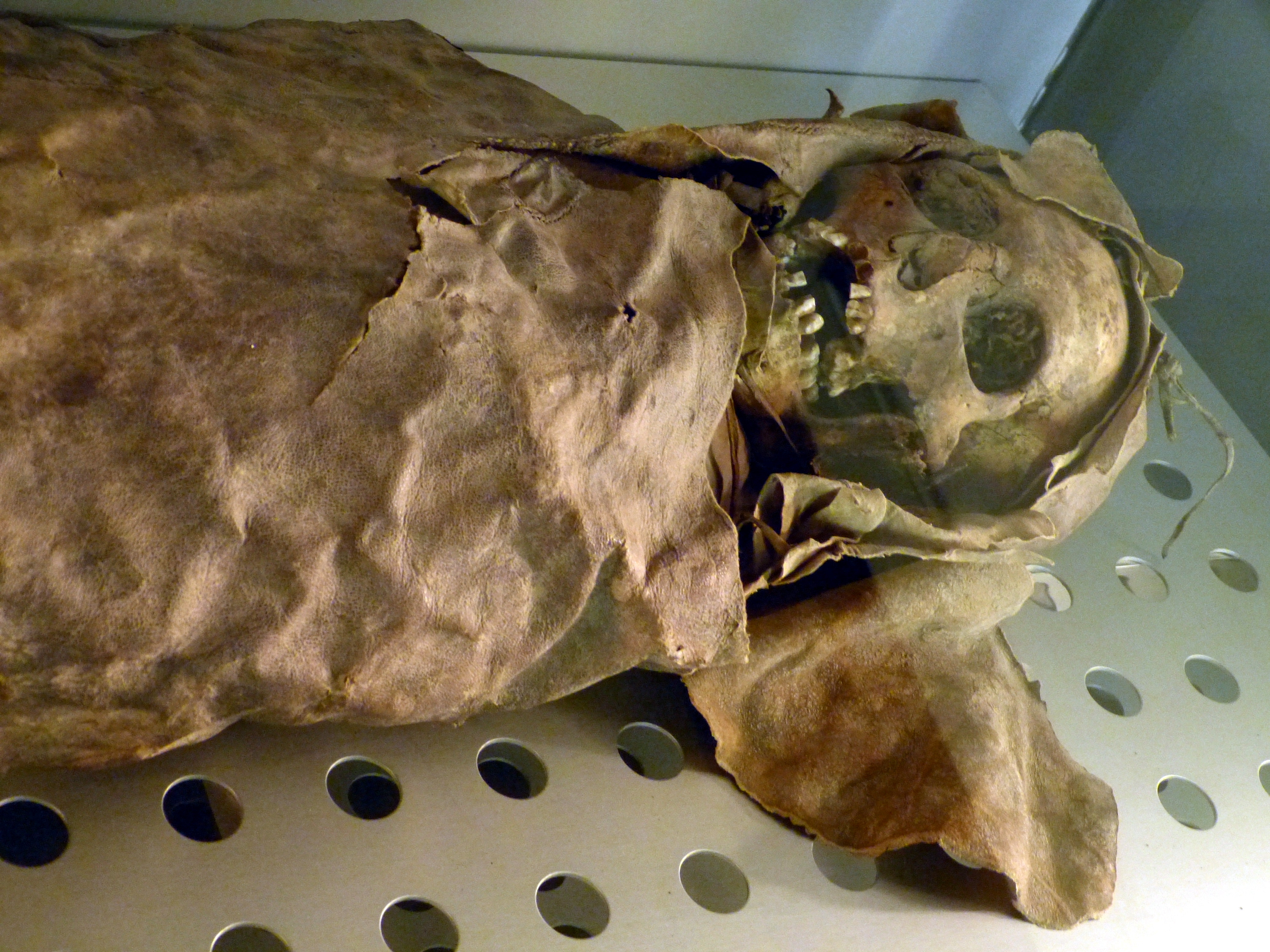
Una de las llamadas "Momias guanches de Necochea", en el Museo de la Naturaleza y la Arqueología de Santa Cruz de Tenerife.

En el espacio museográfico destaca la sección dedicada a la arqueología y al Mundo Funerario aborigen. Este museo también cuenta con una gran colección de cráneos guanches no momificados, colocados en una inmensa vitrina, así como cráneos de cabras que los guanches enterraban en las tumbas de sus reyes (Menceyes). En 2003, se incorporaron al museo dos momias guanches que se encontraban en un museo de Necochea (Argentina). También se exhiben vasijas de cerámicas guanches y ánforas romanas y del Egeo, además de otros artefactos arqueológicos como la Piedra Zanata.
Las momias y restos momificados son:
- Momia femenina de 20 a 24 años, encontrada en el barranco de Badajoz (Güímar).

- Momia masculina de 25 a 29 años, encontrada en La Orotava.

- Antebrazo momificado, se desconoce su procedencia.

- Cráneo con restos momificados, encontrado en Roque Blanco (La Orotava).

- Cráneo momificado con envolturas de piel de cabra, encontrado en Anaga (Santa Cruz de Tenerife).

- Momia de un niño de 7-8 años envuelto en pieles de cabra, encontrado en el Barranco del Infierno (Adeje).

- Momia de San Andrés, cuerpo momificado de un hombre de 25 a 30 años cubierto parcialmente con piel de cabra con 6 tiras que lo rodean. Momia encontrada en San Andrés (Santa Cruz de Tenerife).

- Momia femenina de entre 20 y 24 años envuelta en piel de cerdo, encontrada en el barranco de Erques en Güímar y repatriada en 2003 desde Argentina.

- Momia masculina de 25 y 29 años y constitución robusta. La momia aparece con las piernas encogidas y fue descubierta en el barranco de Erques de Güímar y repatriada en 2003 desde Argentina.

- Momia de feto a término, encontrada en la Costa de El Sauzal.

- Momia de feto de 5 a 6 meses de vida intrauterina, se desconoce su procedencia.

- Un pie momificado, se desconoce su procedencia.

- Una mano momificada, se desconoce su procedencia.

- Dos cráneos momificados, se desconoce su procedencia.

- Momias de dos mujeres de entre 25 y 30 años y de un hombre de entre 30 y 35 años. Fueron encontradas en Araya (Candelaria) y La Orotava y repatriadas en 2010 desde el Museo Reverte Coma de Madrid.

#### Piezas destacadas

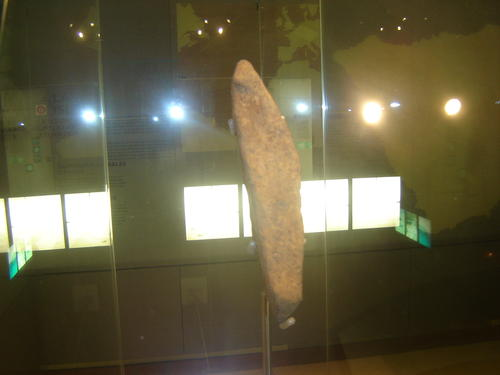
Piedra Zanata, objeto con inscripciones púnicas situado en una de las vitrinas del museo

Su formidable colección va desde momias hasta ajuares funerarios, adornos, maquetas de asentamientos aborígenes y cerámica. Desde los inicios de la cultura guanche a la conquista de Canarias, algunas de sus principales piezas son:
- Momias guanches
- Piedra Zanata (piedra con inscripciones púnico-bereberes)
- Cerámica y ajuar
- Animales disecados
- Ánforas mediterráneas y del Egeo, encontradas en las costas canarias
- Trece vasijas egipcias de 5.700 años de antigüedad, una de las cuales es la pieza más antigua de esta civilización en un centro español.[10]

### Instituto Canario de Bioantropología
Fue creado el 30 de diciembre de 1993. Se concibe como un centro especializado en los estudios bioantropológicos, tanto en su vertiente paleobiológica como de las poblaciones vivas, y antropológico forense, que lleva a cabo sus estudios en las Islas Canarias, participando en investigaciones sobre otros ámbitos geográficos y culturales. 
Sus funciones son: investigación de las características de la población canaria desde la prehistoria; formación de personal especializado en las áreas de las que se ocupa; promoción, facilitación y atención de las consultas que se le sometan; divulgación de la antropología biológica y forense entre las instituciones públicas y público en general; el impulso de la cooperación entre las instituciones ocupadas en esta materia; colaboración con centros especializados en proyectos de investigación, académicos y de intercambio científico; y cooperación en la custodia y estudio del Patrimonio canario.
En esta sección se encuentran animales disecados como: aves, reptiles, mamíferos y otras especies tanto de Canarias como de otras partes del mundo, y una rica variedad de fósiles de animales prehistóricos, desde los que habitaron en Canarias, como los fósiles del lagarto gigante Gallotia goliath, y los de Canariomys bravoi y Centrochelys burchardi (respectivamente: la rata y tortuga gigante de Tenerife), además de fósiles de otras partes del mundo, como Trilobites y un diente de un Megalodon (tiburón prehistórico extinto), entre otros restos. Su director actual es Conrado Rodríguez Martín.

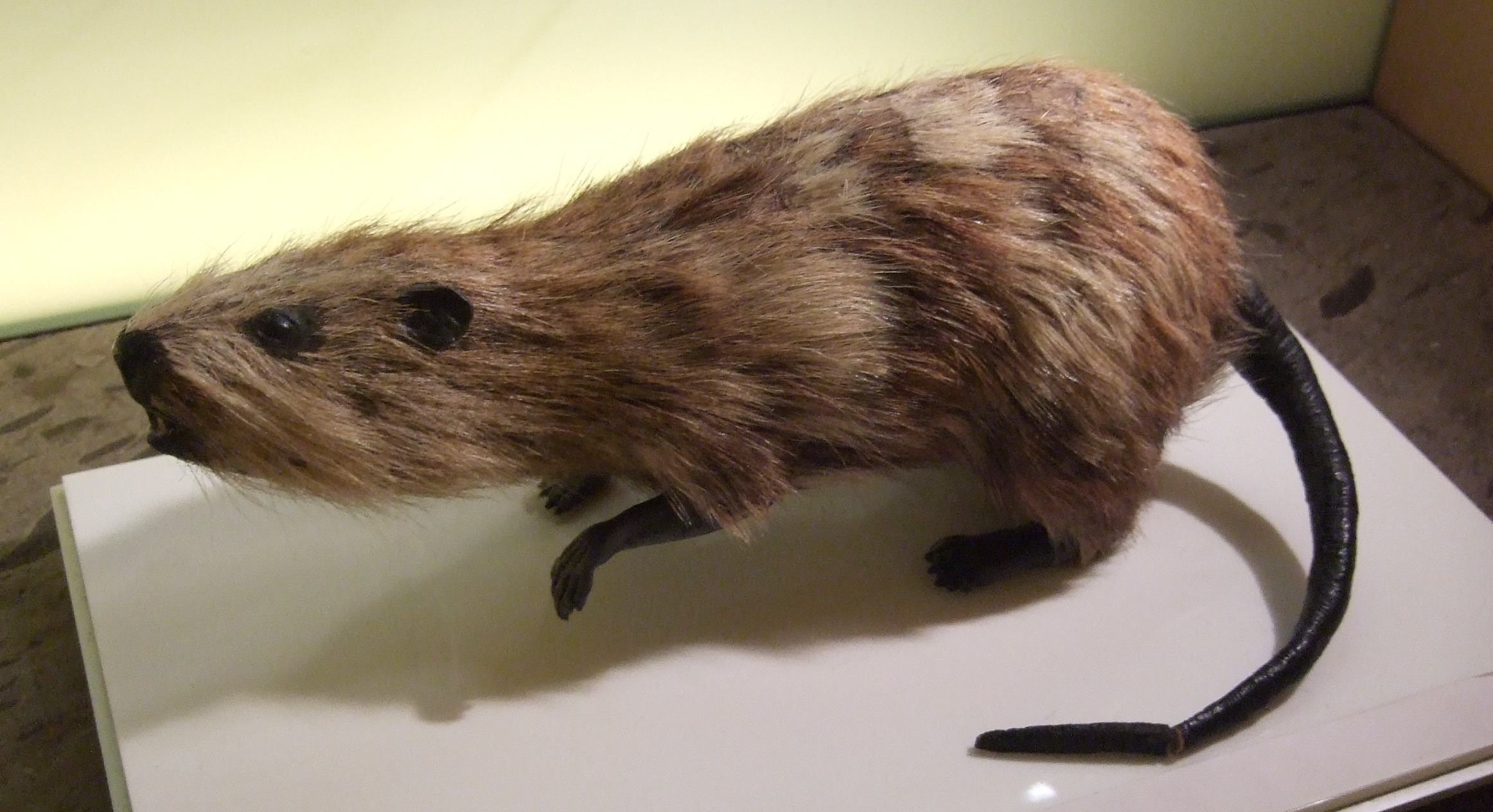
Reconstrucción de un Canariomys bravoi o Rata Gigante de Tenerife, situado en el museo junto a fósiles de este animal extinto.

### Museo de Ciencias Naturales de Tenerife
Fundado en 1951 como centro abierto a la colaboración con la comunidad científica internacional, está dedicado a la conservación, investigación y difusión de la gea (minerales), flora y fauna de los archipiélagos macaronésicos.
El Museo reúne abundantes colecciones paleontológicas, marinas, botánicas, entomológicas y de vertebrados terrestres en muy buen estado de conservación, y la considerada como la mejor Biblioteca Naturalística de Canarias. Su director es Lázaro Sánchez-Pinto Pérez-Andreu.

## Proyectos

### Proyecto Cronos

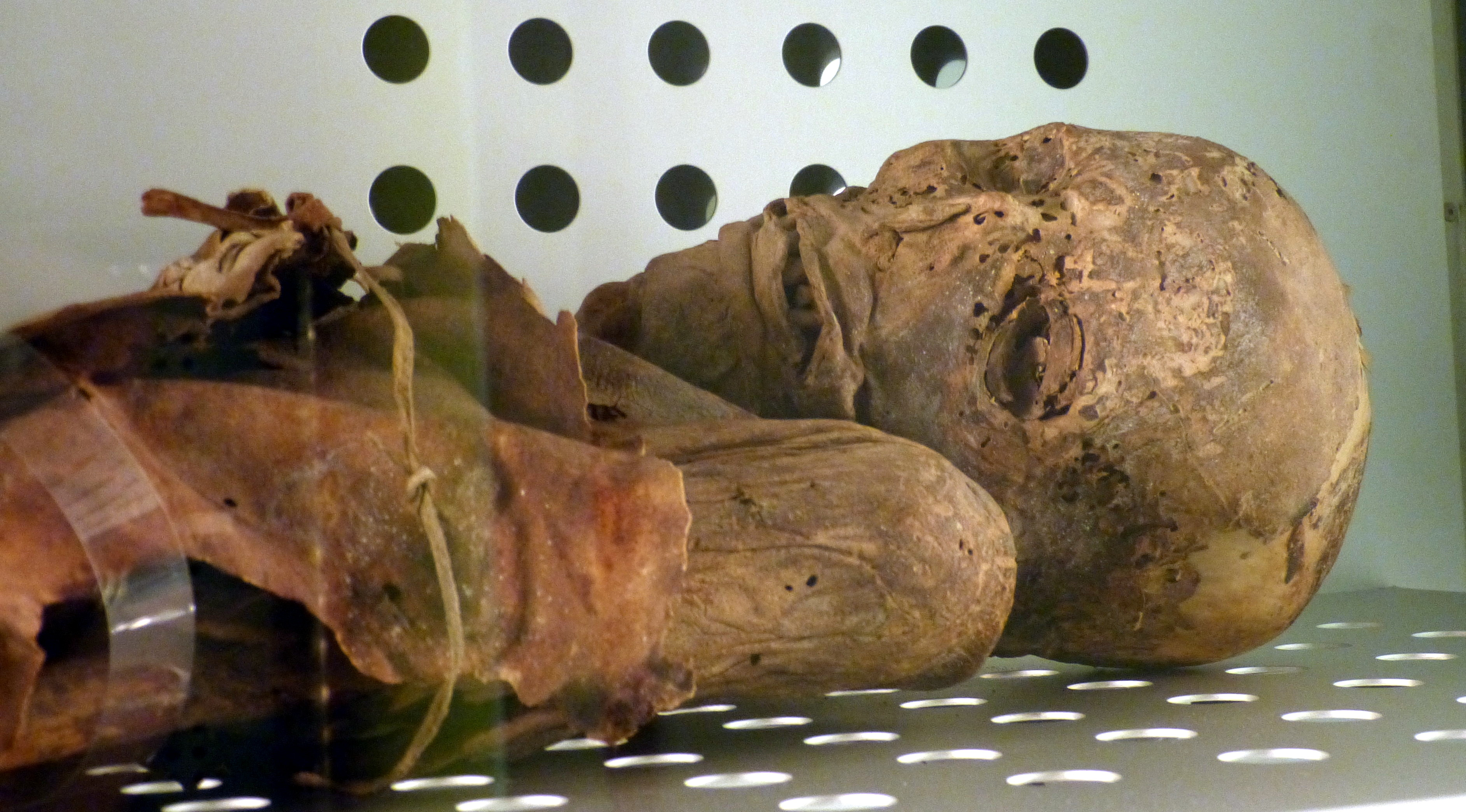
Momia de San Andrés, una de las mejor conservadas del museo.

En 1992, el Museo de la Naturaleza y la Arqueología participó en un magno proyecto de investigación, en colaboración con prestigiosas instituciones científicas nacionales e internacionales sobre los restos momificados y esqueléticos que albergan sus colecciones. Este proyecto, denominado genéricamente "PROYECTO CRONOS, Bioantropología de las Momias Guanches", incluía un proyecto de investigación, una exposición mundial de momias, la celebración del I Congreso Mundial de Estudios sobre Momias, y la creación del Instituto Canario de Bioantropología como centro dedicado específicamente a los estudios bioantropológicos, paleobiológicos y antropológico-forenses.

### Participación en proyectos
El Museo Arqueológico de Tenerife participó en la Gran Exposición sobre momias en 2010 que se celebró en Granada. La exposición contó con piezas procedentes de diversas civilizaciones y entornos geográficos. Las momias americanas "Chinchorro", de 8.000 años de antigüedad. También hubo una representación de los sarcófagos de Egipto, de momias de las zonas áridas de los Andes, de los pantanos de Dinamarca, de los "hombres de los hielos" (como la momia de Ötzi), las que cada cierto tiempo aparecen en los cementerios españoles y las momias guanches de este museo.
Entre 2014 y 2016, tuvo lugar otra exposición similar bajo el título Momias, testigos del pasado, celebrada en el Parque de las Ciencias de Granada en Andalucía. En esta ocasión, el Museo Arqueológico de Tenerife aportó a la muestra las llamadas Momias guanches de Necochea y otros artefactos arqueológicos. Como en la vez anterior, también esta exposición contó con restos momificados procedentes de diversos lugares del mundo y diversas culturas antiguas.

### Exposición "Athanatos"
Entre diciembre de 2017 y junio de 2018, el Museo acogió la muestra "Athanatos. Inmortal. Muerte e inmortalidad en las poblaciones del pasado", que reunió ejemplares de momias egipcias, andinas, muiscas, asiáticas, momias aborígenes de Tenerife y Gran Canaria, y de otros elementos relacionados con los rituales fúnebres. Esta iniciativa englobó también un congreso mundial extraordinario de estudios sobre momias, así como un proyecto de investigación. Este congreso contó con algunos de los mejores especialistas en momias a nivel mundial, entre ellos: Albert Zink, que estudia la momia de Ötzi; Niels Lynnerup, investigador de las momias de las ciénagas del norte de Europa; Salima Ikram, la mayor especialista en momias de animales del Antiguo Egipto; Guido Lombardi, investigador de momias incas, etc. La exposición "Athanatos. Inmortal. Muerte e inmortalidad en las poblaciones del pasado", conmemora el 25 aniversario del "Proyecto CRONOS. Bioantropología de las Momias Guanches", que dio pie a la primera gran exposición de momias celebrada a nivel internacional en Tenerife en febrero de 1992, así como al primer congreso mundial de estudios sobre momias.

## Documentales rodados en el Museo
Varios documentales de historia y arqueología han filmado las salas y momias del museo. Así, en 2009 un equipo de la cadena estatal de televisión japonesa NHK (Nippon Hoso Kyokai) y otro de la productora estadounidense JWM Productions, a través de la UNESCO (para Discovery Channel), coincidieron en el Museo, donde tomaron imágenes de piezas destacadas de las colecciones, siendo asesorados por el personal científico del Museo sobre algunos aspectos de la cultura canaria.
Por su parte, en 2015, la televisión estatal más importante de Corea del Sur, es decir la Korean Broadcasting System (KBS), filmó las momias guanches del Museo, las cuales se incluyen en un documental titulado "The Next Human", que forma parte de un proyecto científico que pretende mostrar la evolución del ser humano a través de los resultados del estudio de su propio ADN.
En el verano de 2015 también se rodó un documental en las instalaciones del Museo. Se trata del programa "Misterio Adventura", de la televisión italiana.

## Información general
A continuación, se detalla información básica del Museo de la Naturaleza y la Arqueología, incluyendo sus horarios y las salas de exhibición:

### Horario
- De lunes a sábado de 9:00 a 19:00 h.
- Domingo y festivos de 10:00 a 17:00 h.
- Cerrado: 24, 25 y 31 de diciembre; 1 y 6 de enero y martes de Carnaval.
- Acceso al Museo hasta 30 minutos antes del cierre.

### Condiciones para grupos
Los grupos entre 10 y 30 personas podrán acceder al museo de martes a sábado previa cita telefónica llamando al 922 535816.

### Tarifas
- Entrada general residente canario: 3,00 euros
- Entrada general: 5,00 euros
- Entradas bonificadas residente canario (estudiantes, jubilados, mayores de 65, miembros de familias numerosas y grupos de más de 8 personas): 2,00 euros
- Entradas bonificadas no residente: 3,50 euros
- Entradas gratuitas: viernes y sábado de 16:00 a 20:00h (de 13:00 a 17:00h en festivos), grupos escolares de la comunidad autónoma de Canarias, niños menores de 8 años, miembros del ICOM y profesores y guías acompañados por grupos o en visita prospectiva.

### Salas de exhibición
El Museo de la Naturaleza y la Arqueología presenta dos grandes circuitos expositivos, el de las Ciencias Naturales y el de la Arqueología, que a su vez se dividen en áreas:
- Primera planta

- Arqueología:
  - Cultura, descubrimiento y población
  - Las colecciones
  - Arqueología de Tenerife
  - Grabados rupestres en Canarias
  - Aula didáctica

- Ciencias Naturales:
  - Evolución y especiación
  - Botánica
  - Invertebrados terrestres
  - Vertebrados terrestres
  - Aula didáctica
  - Unos bichos singulares

- Segunda planta

- Arqueología:
  - Canarias a través del tiempo
  - Las colecciones
  - Prehistoria de Canarias
  - Antropología biológica
  - Aula didáctica
  - Galería

- Ciencias Naturales:
  - Conservemos nuestro patrimonio
  - Minerales, rocas y fósiles
  - Biología marina
  - Aula didáctica
  - Meteoritos

## Visitantes ilustres
Entre las personalidades más importantes que han visitado el Museo, destaca en octubre de 2014, Stephen Hawking, quién está considerado el científico más famoso del mundo.

## Cambio de nombre
En noviembre de 2018, el Museo de la Naturaleza y el Hombre cambió oficialmente su nombre a Museo de la Naturaleza y la Arqueología, suprimiendo la palabra "Hombre" para hacerlo más inclusivo con la sociedad. Sin embargo, sigue siendo más conocido por su nombre antiguo.